# 諾阿卡利沙達爾烏帕齊拉
諾阿卡利沙達爾乌帕齐拉是孟加拉国諾阿卡利縣的一个乌帕齐拉，位於吉大港专区的諾阿卡利縣。。

## 人口
據1991年孟加拉國人口普查，諾阿卡利沙達爾共有戶數115,330戶，人口651620人。其中男性佔比50.18%，女性佔比49.82%；成年人口293,851人。該地7歲以上人口之平均識字率為30.1%。